# 横浜市立汐見台小学校
横浜市立汐見台小学校（よこはましりつ しおみだいしょうがっこう）は神奈川県横浜市磯子区汐見台にある公立小学校。

## 概要
神奈川県住宅公社が1961年（昭和36年）から計画開始し1967年（昭和42年）完成の汐見台団地の学齢児童を収容するために設置された。

## 沿革
- 1965年（昭和40年）9月1日 - 浜小学校汐見台分校設立[2]。
- 1967年（昭和42年）4月1日 - 汐見台分校廃止、汐見台小学校として分離独立[2]。
- 1968年（昭和43年）3月16日 - 校章制定[3]

## 通学区域
- 横浜市[4]
  - 港南区笹下二丁目30番17号、30番19号
  - 磯子区汐見台1丁目6番地(磯子住宅1,606号棟、1,609号棟)、7番地、汐見台2丁目3番地から終りまで、汐見台3丁目、森が丘一丁目 - 二丁目

## 進学先中学校
- 横浜市立汐見台中学校 - 磯子区汐見台1丁目6番地(磯子住宅1,606号棟、1,609号棟)、7番地、汐見台2丁目3番地から終りまで、汐見台3丁目[4]。
- 横浜市立森中学校 - 港南区笹下二丁目30番17号、30番19号、磯子区森が丘一丁目 - 二丁目[4]。

## 交通アクセス
- 京急本線 屏風浦駅より徒歩17分[5]。
- JR東日本根岸線 磯子駅より徒歩20分[5]。
  - 磯子駅より横浜交通開発70系統汐見台循環で「汐見台小学校前」下車[6]
- 京急本線・横浜市営地下鉄 上大岡駅より京浜急行バス上3系統「汐見台小学校前」下車